# Lista de ministros adjuntos de Portugal

Bandeira de ministro de Portugal.

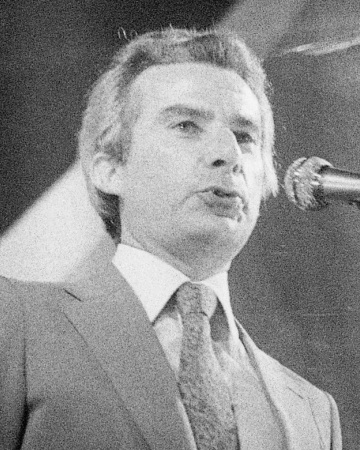
Francisco Sá Carneiro, 1.º ministro adjunto do primeiro-ministro do pós-25 de Abril.

Esta é a lista de ministros adjuntos em Portugal, entre a criação do cargo a 22 de junho de 1961 e a atualidade.
A lista cobre o período ditatorial do Estado Novo (1933–1974) e o atual período democrático (1974–atualidade).

## Designação
Entre 1961 e a atualidade, o cargo de ministro adjunto teve as seguintes designações:
- Ministro de Estado Adjunto do Presidente do Conselho — designação usada entre 22 de junho de 1961 e 15 de janeiro de 1970;
- Cargo extinto — entre 15 de janeiro de 1970 e 30 de outubro de 1971;
- Ministro de Estado Adjunto do Presidente do Conselho — designação usada entre 30 de outubro de 1971 e 25 de abril de 1974;
- Cargo extinto/vago — entre 25 de abril de 1974 e 17 de maio de 1974;
- Ministro Adjunto do Primeiro-Ministro — designação usada entre 17 de maio de 1974 e 17 de julho de 1974;
- Cargo extinto — entre 17 de julho de 1974 e 23 de janeiro de 1978;
- Ministro Adjunto do Primeiro-Ministro — designação usada entre 23 de janeiro de 1978 a 1 de agosto de 1979;
- Ministro Adjunto para a Administração Interna — designação usada entre 1 de agosto de 1979 e 3 de janeiro de 1980;
- Ministro Adjunto do Primeiro-Ministro — designação usada entre 3 de janeiro de 1980 e 9 de janeiro de 1981;
- Ministro de Estado Adjunto do Primeiro-Ministro — designação usada entre 9 de janeiro de 1981 e 4 de setembro de 1981
- Ministro Adjunto do Primeiro-Ministro e dos Assuntos Parlamentares — designação usada entre 4 de setembro de 1981 e 12 de junho de 1982;
- Cargo extinto — entre 12 de junho de 1982 e 6 de novembro de 1985;
- Ministro Adjunto e para os Assuntos Parlamentares — designação usada entre 6 de novembro de 1985 e 17 de agosto de 1987;
- Ministro Adjunto e da Juventude — designação usada entre 17 de agosto de 1987 e 31 de outubro de 1991:
- Ministro Adjunto e dos Assuntos Parlamentares — designação usada entre 31 de outubro de 1991 e 19 de março de 1992;
- Ministro Adjunto — designação usada entre 19 de março de 1992 e 25 de novembro de 1997;
- Ministro Adjunto do Primeiro-Ministro — designação usada entre 25 de novembro de 1997 e 25 de outubro de 1999;
- Dois cargos de ministro adjunto simultâneos:
  - Ministro Adjunto do Primeiro-Ministro — designação usada entre 25 de outubro de 1999 e 14 de setembro de 2000;
  - Ministro Adjunto — designação usada entre 25 de outubro de 1999 e 14 de setembro de 2000;
- Cargo extinto — entre 14 de setembro de 2000 e 3 de julho de 2001
- Ministro Adjunto do Primeiro-Ministro — designação usada entre 3 de julho de 2001 e 12 de março de 2005;
- Cargo extinto — entre 12 de março de 2005 e 21 de junho de 2011;´
- Ministro Adjunto e dos Assuntos Parlamentares — designação usada entre 21 de junho de 2011 e 13 de abril de 2013;
- Ministro Adjunto e do Desenvolvimento Regional — designação usada entre 13 de abril de 2013 e 30 de outubro de 2015;
- Cargo extinto — entre 30 de outubro de 2015 e 26 de novembro de 2015;
- Ministro Adjunto — entre 26 de novembro de 2015 e 15 de outubro de 2018;
- Ministro Adjunto e da Economia — entre 15 de outubro de 2018 e 26 de outubro de 2019;
- Cargo extinto — entre 26 de outubro de 2019 e 30 de março de 2022;
- Ministro Adjunto e dos Assuntos Parlamentares — entre 30 de março de 2022 e 2 de abril de 2024;
- Ministro Adjunto e da Coesão Territorial — entre 2 de abril de 2024 e 5 de junho de 2025;
- Ministro Adjunto e da Reforma do Estado — desde 5 de junho de 2025.

## Numeração
São contabilizados os períodos em que o ministro esteve no cargo ininterruptamente, não contando se este serve mais do que um mandato. No caso do XIV Governo Constitucional, em que, entre 25 de outubro de 1999 e 14 de setembro de 2000, coexistiram dois ministros adjuntos (um "ministro adjunto do primeiro-ministro" e um "ministro adjunto"), quer Armando Vara, quer Fernando Gomes são contabilizados como os 19.os ministros adjuntos. O ministro seguinte (António José Seguro) é, neste caso, o 21.º ministro adjunto desta lista, e não o 20.º.

## Lista
Legenda de cores

(para partidos e correntes políticas)
| Segunda República (1926–1974)            |                                                                                       |         |                        |                        |         |                                                                                   |
| #                                        | Ministro de Estado Adjunto do Presidente do Conselho (Nascimento–Morte)               | Retrato | Início do mandato      | Fim do mandato         | Governo | Governo                                                                           |
| Estado Novo (1933–1974)                  |                                                                                       |         |                        |                        |         |                                                                                   |
| 1                                        | José Gonçalo da Cunha Sottomayor Correia de Oliveira (1921–1976)                      |         | 22 de junho de 1961    | 19 de março de 1965    |         | II Oliveira Salazar                                                               |
| 2                                        | António Jorge Martins da Mota Veiga (1915–2005)                                       |         | 19 de março de 1965    | 27 de setembro de 1968 |         | II Oliveira Salazar                                                               |
| 3                                        | Alfredo de Queirós Ribeiro Vaz Pinto (1905–1976)                                      |         | 27 de setembro de 1968 | 15 de janeiro de 1970  |         | III Caetano                                                                       |
| –                                        | Cargo abolido                                                                         |         | 15 de janeiro de 1970  | 30 de outubro de 1971  |         | ——                                                                                |
| 4                                        | João Mota Pereira de Campos (1927–2021)                                               |         | 30 de outubro de 1971  | 15 de março de 1974    |         | III Caetano                                                                       |
| 5                                        | Mário Ângelo Morais de Oliveira (1912–1979)                                           |         | 15 de março de 1974    | 25 de abril de 1974    |         | III Caetano                                                                       |
| Terceira República (1974–presente)       |                                                                                       |         |                        |                        |         |                                                                                   |
| #                                        | Ministro Adjunto (Nascimento–Morte)                                                   | Retrato | Início do mandato      | Fim do mandato         | Governo | Governo                                                                           |
| Junta de Salvação Nacional (1974)        |                                                                                       |         |                        |                        |         |                                                                                   |
| –                                        | Cargo abolido                                                                         |         | 25 de abril de 1974    | 17 de maio de 1974     | ——      | ——                                                                                |
| #                                        | Ministro Adjunto do Primeiro-Ministro (Nascimento–Morte)                              | Retrato | Início do mandato      | Fim do mandato         | Governo | Governo                                                                           |
| Governos Provisórios (1974–1976)         |                                                                                       |         |                        |                        |         |                                                                                   |
| 6                                        | Francisco Manuel Lumbrales de Sá Carneiro (1934–1980)                                 |         | 17 de maio de 1974     | 17 de julho de 1974    |         | I Prov. Palma Carlos                                                              |
| –                                        | Cargo abolido                                                                         |         | 17 de julho de 1974    | 23 de julho de 1976    | ——      | ——                                                                                |
| Governos Constitucionais (1976-Presente) |                                                                                       |         |                        |                        |         |                                                                                   |
| –                                        | Cargo abolido                                                                         |         | 23 de julho de 1976    | 23 de janeiro de 1978  | ——      | ——                                                                                |
| 7                                        | António de Almeida Santos (1926–2016)                                                 |         | 23 de janeiro de 1978  | 29 de agosto de 1978   |         | II Soares                                                                         |
| 8                                        | Carlos Manuel da Costa Freitas (n/d–2004)                                             |         | 29 de agosto de 1978   | 22 de novembro de 1978 |         | III Nobre da Costa                                                                |
| 9                                        | Álvaro Pereira da Silva Leal Monjardino (1930–2024)                                   |         | 22 de novembro de 1978 | 1 de agosto de 1979    |         | IV Mota Pinto                                                                     |
| #                                        | Ministro Adjunto para a Administração Interna (Nascimento–Morte)                      | Retrato | Início do mandato      | Fim do mandato         | Governo | Governo                                                                           |
| 10                                       | Manuel da Costa Braz (1934–2019)                                                      |         | 1 de agosto de 1979    | 3 de janeiro de 1980   |         | V Pintasilgo                                                                      |
| #                                        | Ministro Adjunto do Primeiro-Ministro (Nascimento–Morte)                              | Retrato | Início do mandato      | Fim do mandato         | Governo | Governo                                                                           |
| 11                                       | Francisco José Pereira Pinto Balsemão (1937–)                                         |         | 3 de janeiro de 1980   | 9 de janeiro de 1981   |         | VI Sá Carneiro (até 4 dez. 1980) Freitas do Amaral (desde 4 dez. 1980) (interino) |
| #                                        | Ministro de Estado Adjunto do Primeiro-Ministro (Nascimento–Morte)                    | Retrato | Início do mandato      | Fim do mandato         | Governo | Governo                                                                           |
| 12                                       | Basílio Adolfo Mendonça Horta da França (1943–)                                       |         | 9 de janeiro de 1981   | 4 de setembro de 1981  |         | VII Pinto Balsemão                                                                |
| #                                        | Ministro Adjunto do Primeiro-Ministro e dos Assuntos Parlamentares (Nascimento–Morte) | Retrato | Início do mandato      | Fim do mandato         | Governo | Governo                                                                           |
| 13                                       | Fernando Monteiro do Amaral (1925–2009)                                               |         | 4 de setembro de 1981  | 12 de junho de 1982    |         | VIII Pinto Balsemão                                                               |
| –                                        | Cargo abolido                                                                         |         | 12 de junho de 1982    | 6 de novembro de 1985  | ——      | ——                                                                                |
| #                                        | Ministro Adjunto e para os Assuntos Parlamentares (Nascimento–Morte)                  | Retrato | Início do mandato      | Fim do mandato         | Governo | Governo                                                                           |
| 14                                       | Joaquim Fernando Nogueira (1950–)                                                     |         | 6 de novembro de 1985  | 17 de agosto de 1987   |         | X Cavaco Silva                                                                    |
| #                                        | Ministro Adjunto e da Juventude (Nascimento–Morte)                                    | Retrato | Início do mandato      | Fim do mandato         | Governo | Governo                                                                           |
| 15                                       | António Fernando Couto dos Santos (1949–2025)                                         |         | 17 de agosto de 1987   | 31 de outubro de 1991  |         | XI Cavaco Silva                                                                   |
| #                                        | Ministro Adjunto e dos Assuntos Parlamentares (Nascimento–Morte)                      | Retrato | Início do mandato      | Fim do mandato         | Governo | Governo                                                                           |
| –                                        | António Fernando Couto dos Santos (continuação) (1949–2025)                           |         | 31 de outubro de 1991  | 19 de março de 1992    |         | XII Cavaco Silva                                                                  |
| #                                        | Ministro Adjunto (Nascimento–Morte)                                                   | Retrato | Início do mandato      | Fim do mandato         |         | XII Cavaco Silva                                                                  |
| 16                                       | Luís Manuel Gonçalves Marques Mendes (1957–)                                          |         | 19 de março de 1992    | 28 de outubro de 1995  |         | XII Cavaco Silva                                                                  |
| 17                                       | Jorge Paulo Sacadura Almeida Coelho (1954–2021)                                       |         | 28 de outubro de 1995  | 25 de novembro de 1997 |         | XIII Guterres                                                                     |
| #                                        | Ministro Adjunto do Primeiro-Ministro (Nascimento–Morte)                              | Retrato | Início do mandato      | Fim do mandato         |         | XIII Guterres                                                                     |
| 18                                       | José Sócrates Carvalho Pinto de Sousa (1957–)                                         |         | 25 de novembro de 1997 | 25 de outubro de 1999  |         | XIII Guterres                                                                     |
| 19                                       | Armando António Martins Vara (1954–)                                                  |         | 25 de outubro de 1999  | 14 de setembro de 2000 |         | XIV Guterres                                                                      |
| 19                                       | Ministro Adjunto (Nascimento–Morte)                                                   | Retrato | Início do mandato      | Fim do mandato         |         | XIV Guterres                                                                      |
| 19                                       | Fernando Manuel dos Santos Gomes (1946–)                                              |         | 25 de outubro de 1999  | 14 de setembro de 2000 |         | XIV Guterres                                                                      |
| –                                        | Cargo abolido                                                                         |         | 14 de setembro de 2000 | 3 de julho de 2001     | ——      | ——                                                                                |
| #                                        | Ministro Adjunto do Primeiro-Ministro (Nascimento–Morte)                              | Retrato | Início do mandato      | Fim do mandato         | Governo | Governo                                                                           |
| 21                                       | António José Martins Seguro (1962–)                                                   |         | 3 de julho de 2001     | 6 de abril de 2002     |         | XIV Guterres                                                                      |
| 22                                       | José Luís Fazenda Arnaut Duarte (1963–)                                               |         | 6 de abril de 2002     | 17 de julho de 2004    |         | XV Durão Barroso                                                                  |
| 23                                       | Henrique José Monteiro Chaves (1951–)                                                 |         | 17 de julho de 2004    | 24 de novembro de 2004 |         | XVI Santana Lopes                                                                 |
| 24                                       | Rui Manuel Lobo Gomes da Silva (1958–)                                                |         | 24 de novembro de 2004 | 12 de março de 2005    |         | XVI Santana Lopes                                                                 |
| –                                        | Cargo abolido                                                                         |         | 12 de março de 2005    | 21 de junho de 2011    | ——      | ——                                                                                |
| #                                        | Ministro Adjunto e dos Assuntos Parlamentares (Nascimento–Morte)                      | Retrato | Início do mandato      | Fim do mandato         | Governo | Governo                                                                           |
| 25                                       | Miguel Fernando Cassola de Miranda Relvas (1961–)                                     |         | 21 de junho de 2011    | 13 de abril de 2013    |         | XIX Passos Coelho                                                                 |
| #                                        | Ministro Adjunto e do Desenvolvimento Regional (Nascimento–Morte)                     | Retrato | Início do mandato      | Fim do mandato         |         | XIX Passos Coelho                                                                 |
| 26                                       | Luís Miguel Poiares Pessoa Maduro (1967–)                                             |         | 13 de abril de 2013    | 30 de outubro de 2015  |         | XIX Passos Coelho                                                                 |
| –                                        | Cargo abolido                                                                         |         | 30 de outubro de 2015  | 26 de novembro de 2015 | ——      | ——                                                                                |
| #                                        | Ministro Adjunto (Nascimento–Morte)                                                   | Retrato | Início do mandato      | Fim do mandato         | Governo | Governo                                                                           |
| 27                                       | Eduardo Arménio do Nascimento Cabrita (1961–)                                         |         | 26 de novembro de 2015 | 21 de outubro de 2017  |         | XXI Costa                                                                         |
| 28                                       | Pedro Gramaxo de Carvalho Siza Vieira (1964–)                                         |         | 21 de outubro de 2017  | 15 de outubro de 2018  |         | XXI Costa                                                                         |
| #                                        | Ministro Adjunto e da Economia (Nascimento–Morte)                                     | Retrato | Início do mandato      | Fim do mandato         |         | XXI Costa                                                                         |
| –                                        | Pedro Gramaxo de Carvalho Siza Vieira (continuação) (1964–)                           |         | 15 de outubro de 2018  | 26 de outubro de 2019  |         | XXI Costa                                                                         |
| –                                        | Cargo abolido                                                                         |         | 26 de outubro de 2019  | 30 de março de 2022    | ——      | ——                                                                                |
| #                                        | Ministro Adjunto e dos Assuntos Parlamentares (Nascimento–Morte)                      | Retrato | Início do mandato      | Fim do mandato         | Governo | Governo                                                                           |
| 29                                       | Ana Catarina Veiga Santos Mendonça Mendes (1973–)                                     |         | 30 de março de 2022    | 2 de abril de 2024     |         | XXIII Costa                                                                       |
| #                                        | Ministro Adjunto e da Coesão Territorial (Nascimento–Morte)                           | Retrato | Início do mandato      | Fim do mandato         | Governo | Governo                                                                           |
| 30                                       | Manuel Castro Almeida (1957–)                                                         |         | 2 de abril de 2024     | 5 de junho de 2025     |         | XXIV Montenegro                                                                   |
| #                                        | Ministro Adjunto e da Reforma do Estado (Nascimento–Morte)                            | Retrato | Início do mandato      | Fim do mandato         | Governo | Governo                                                                           |
| 31                                       | Gonçalo Nuno da Cruz Saraiva Matias (1979–)                                           |         | 5 de junho de 2025     | presente               |         | XXV Montenegro                                                                    |

### Lista de ministros adjuntos vivos
| Nome                     | Mandato(s) | Idade              |
| ------------------------ | ---------- | ------------------ |
| Francisco Pinto Balsemão | 1980–1981  | 87 anos e 325 dias |
| Basílio Horta            | 1981       | 81 anos e 249 dias |
| Fernando Nogueira        | 1985–1987  | 75 anos e 119 dias |
| Luís Marques Mendes      | 1992–1992  | 67 anos e 321 dias |
| José Sócrates            | 1997–1999  | 67 anos e 320 dias |
| Armando Vara             | 1999–2000  | 71 anos e 118 dias |
| Fernando Gomes           | 1999–2000  | 79 anos e 101 dias |
| António José Seguro      | 2001–2002  | 63 anos e 134 dias |
| José Luís Arnaut         | 2002–2004  | 62 anos e 141 dias |
| Henrique Chaves          | 2004       | 74 anos e 98 dias  |
| Rui Gomes da Silva       | 2004–2005  | 66 anos e 334 dias |
| Miguel Relvas            | 2011–2013  | 63 anos e 321 dias |
| Miguel Poiares Maduro    | 2013–2015  | 58 anos e 201 dias |
| Eduardo Cabrita          | 2015–2017  | 63 anos e 300 dias |
| Pedro Siza Vieira        | 2017–2019  | 61 anos e 9 dias   |
| Ana Catarina Mendes      | 2022–2024  | 52 anos e 190 dias |
| Manuel Castro Almeida    | 2024–2025  | 67 anos e 268 dias |
| Gonçalo Saraiva Matias   | 2025–      | 46 anos e 22 dias  |